# Théodose Romanos de Takrit
Théodose Romanos de Takrit fut patriarche d'Antioche de l'Église jacobite du 5 février 887 au 1er juin 896.